# استان میل-مغان

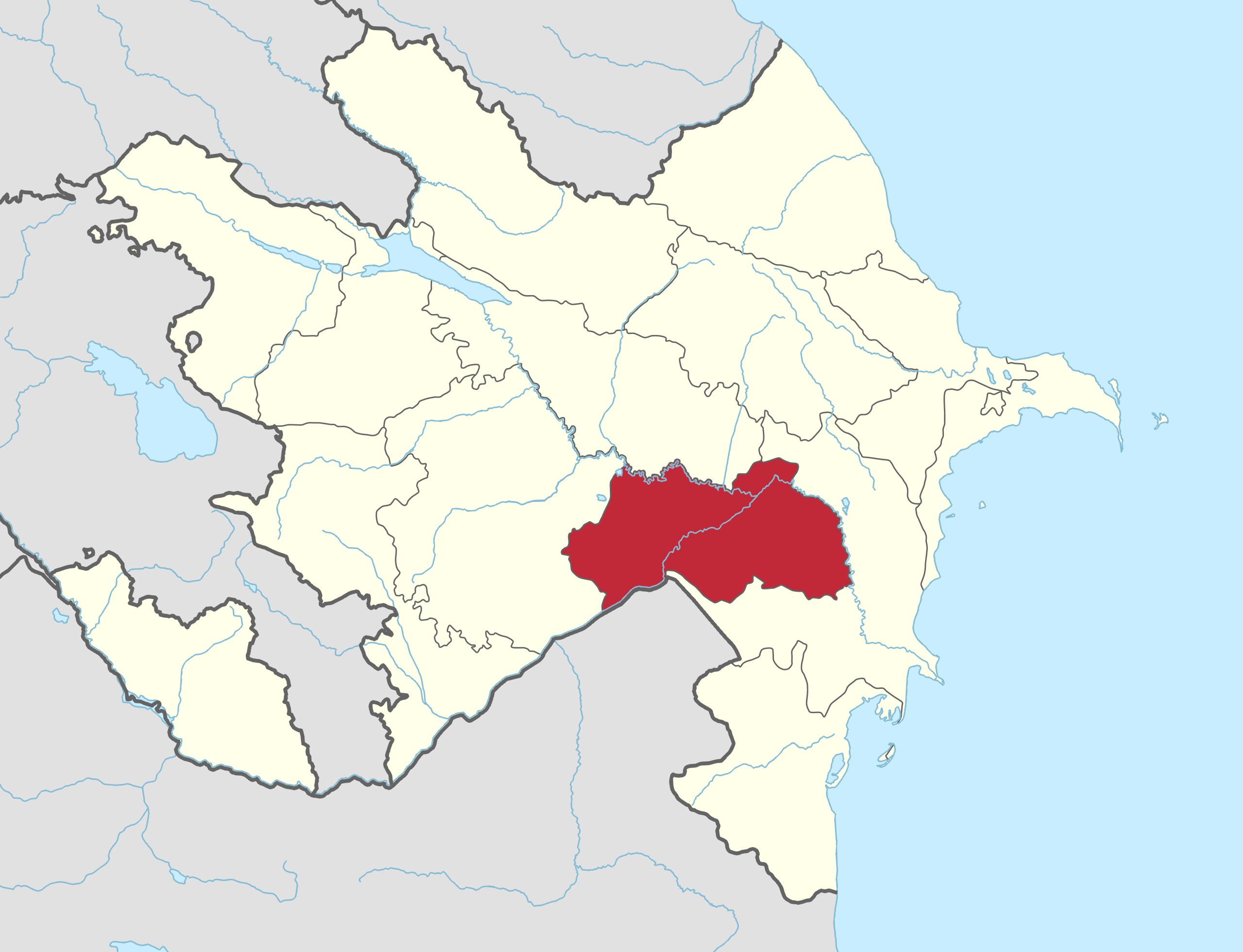
موقعیت استان میل-مغان در نقشهٔ تقسیمات کشوری جمهوری آذربایجان.

استان میل-مغان (به ترکی آذربایجانی: Mil–Muğan İqtisadi Rayonu) یکی از بخش‌های ۱۴ گانهٔ سطح اول تقسیمات کشوری در جمهوری آذربایجان است. شهر ایمیشلی، پرجمعیت‌ترین شهر آن است.
این استان با ۵٬۶۷۰ کیلومتر مربع وسعت، دهمین بخش کشور و با ۵۱۸٬۸۰۰ نفر جمعیت در سال ۲۰۲۰، دهمین بخش کشور محسوب می‌شود.
استان میل-مغان از سمت شمال به استان آران مرکزی، از سمت جنوب به استان شیروان-سالیان و کشور ایران، از سمت شرق به استان شیروان-سالیان و از سمت غرب به استان قره‌باغ محدود شده است.
این استان به ۴ قسمت شامل ۴ «شهرستان» یا «منطقه» (Rayon) تقسیم شده است:

## فهرست شهرهای تابع جمهوری
ندارد.

## فهرست شهرستان‌ها
| ردیف | نام شهرستان | مساحت (کیلومتر مربع) | جمعیت (۲۰۰۹) | جمعیت (۲۰۱۹) | جمعیت (۲۰۲۰) | رتبه در کشور |
| ---- | ----------- | -------------------- | ------------ | ------------ | ------------ | ------------ |
| ۱    | صابرآباد    | ۱٬۴۷۰                | ۱۵۱٬۷۰۰      | ۱۷۶٬۷۰۰      | ۱۷۸٬۸۰۰      | ۱۲           |
| ۲    | ایمیشلی     | ۱٬۸۹۰                | ۱۱۴٬۲۰۰      | ۱۲۹٬۸۰۰      | ۱۳۱٬۴۰۰      | ۱۹           |
| ۳    | ساعتلی      | ۱٬۱۸۰                | ۹۲٬۶۰۰       | ۱۰۷٬۸۰۰      | ۱۰۹٬۱۰۰      | ۲۷           |
| ۴    | بیلقان      | ۱٬۱۳۰                | ۸۶٬۲۰۰       | ۹۸٬۶۰۰       | ۹۹٬۵۰۰       | ۳۵           |